# مسجد معزالدوله
مسجد معزالدوله مربوط به دوره قاجار است و در تهران، سه راه امین حضور، خیابان ایران، خیابان شهید احمد احمدی واقع شده و این اثر در تاریخ ۲۴ اسفند ۱۳۸۳ با شمارهٔ ثبت ۱۱۴۶۳ به‌عنوان یکی از آثار ملی ایران به ثبت رسیده است.